# Amerikafararna – Tillbaka till Nya Sverige
Amerikafararna – Tillbaka till Nya Sverige är en bok av K-G Olin utgiven i oktober 2006. Boken fortsätter på temat finländska emigranter till kolonin Nya Sverige i mitten av 1600-talet, ett ämne som Olin tidigare behandlat i sin bokdebut från 1988 Våra första amerikafarare.
Boken innehåller en lista med drygt ettusen namn på finländare och svenskar som reste till Nya Sverige.

## Släkten Bush
K-G Olin väckte under arbetet med boken på våren 2006 uppmärksamhet i media genom påståendet att man med stor säkerhet kan hävda att släkten Bush har rötter i Finland och att den då sittande presidenten i USA George W Bush är ättling till emigranten Måns Andersson i rakt nedåtstigande led. Olin spekulerar att Andersson kan ha varit en av de svedjebönder från Savolax som brände upp skogarna för värmlänningarna. Dem skickade man gärna till Amerika. En annan teori är att han var en österbottnisk vinterliggare, en slags säsongsemigrerande arbetare från Österbotten som jobbade i sågverk, skogar och gruvor i Sverige om vintrarna och åkte hem till somrarna för att sköta egna hem och jordbruk.
Enligt tidningen Nya Åland (2006-10-10) ska Olin ha kommenterat kapitlet om Bushs anor smått ironiskt som ”Landskampen som ingen vill vinna”.

## Mottagande
Vasabladets recensent Gunilla Heick skrev att boken är späckad med namn, årtal och historiska fakta. Kompakt kunskap som man inte sträckläser mer än några avsnitt. Hon menar att man i stället kan använda boken som uppslagsverk eller bläddra i och läsa ett avsnitt här och där. Hon påpekar att de sista 44 sidorna upptas av olika index och att det känns förvirrande att den utförliga namnförteckningen huvudsakligen har ingångar via förnamn. Men listan på de drygt tusen finländarna och svenskarna med anknytning till Nya Sverige "måste dock vara mums för släktforskare". Heick var synnerligen imponerad av det stora arbete Olin lagt ner på boken och berömde illustrationsmaterialet.